# Mittlerer flammenwerfer (Flammenwerfer 35)
Mittlerer flammenwerfer (Flammenwerfer 35), z niem. Średni miotacz ognia – niemiecki miotacz ognia z okresu II wojny światowej (powiększona wersja miotacza Flammenwerfer 35), przewożony na dwukołowym wózku i obsługiwany przez dwóch żołnierzy Wehrmachtu. Szybko okazało się, że jest to broń przestarzała i wycofano ją „na tyły”, np. do obrony plaż i rejonów umocnionych.

## Dane taktyczno-techniczne
- Masa własna: 102 kilogramy
- Zapas mieszanki zapalającej: 30 litrów
- Zasięg: 23–37 metrów
- Czas trwania strzału ogniowego: 25 sekund